# Tổng Lãnh sự quán Nga tại Thượng Hải

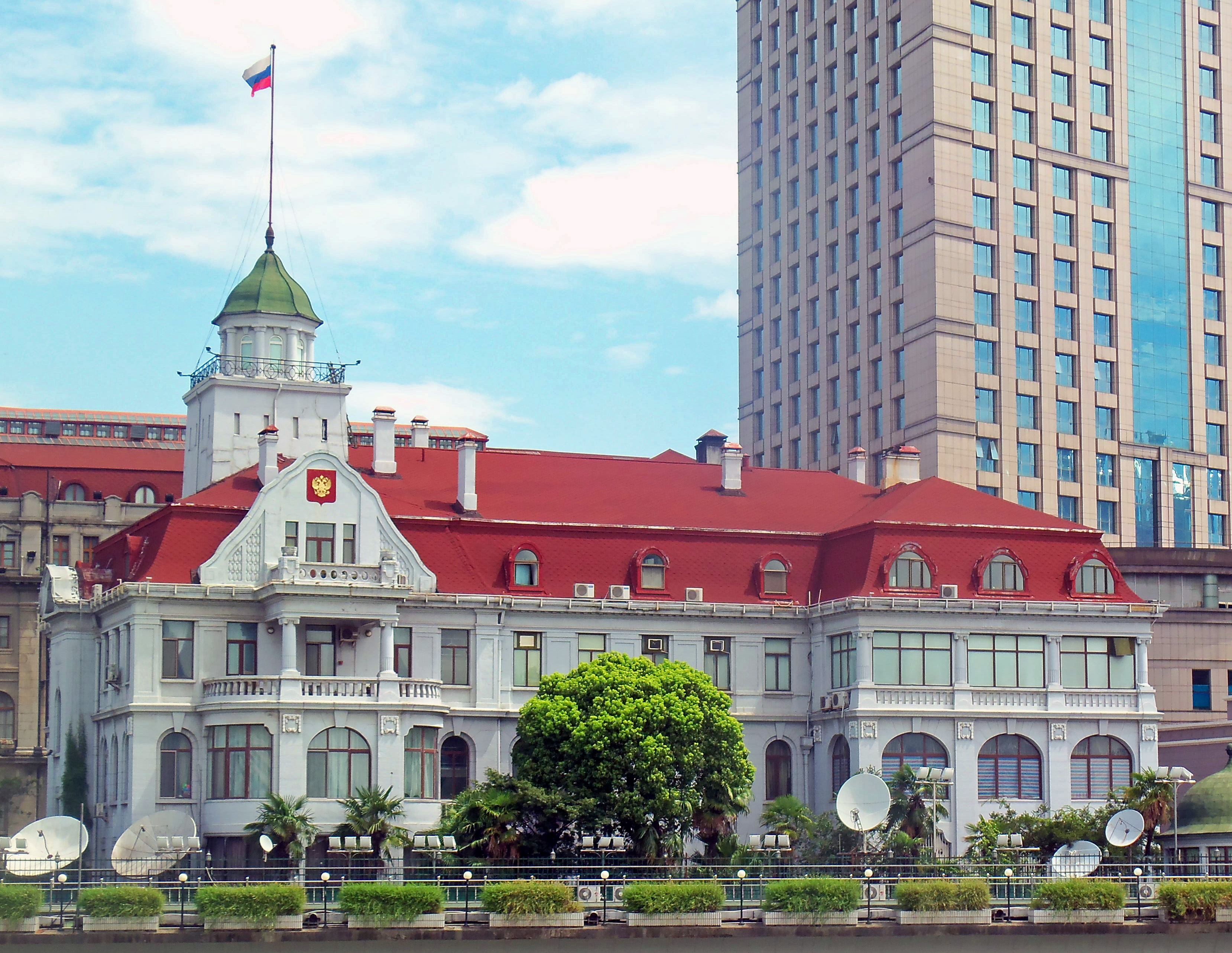
Tổng Lãnh sự quán Nga tại Thượng Hải, mặt sau tòa nhà này hướng ra sông Tô Châu.

Tổng Lãnh sự quán Liên bang Nga tại Thượng Hải (tiếng Trung: 俄罗斯联邦驻上海总领事馆, tiếng Nga: Генеральное консульство России в Шанхае) là cơ quan đại diện ngoại giao của Nga tại quận Hồng Khẩu, Thượng Hải, Cộng hòa Nhân dân Trung Hoa. Tổng Lãnh sự quán này tọa lạc ở số 20 đường Hoàng Phố trên Bến Thượng Hải, bên cạnh Cầu Ngoại Bạch Độ gần nơi hội tụ của sông Tô Châu và sông Hoàng Phố, và đối diện với Khách sạn Phố Giang.

## Tổng quan

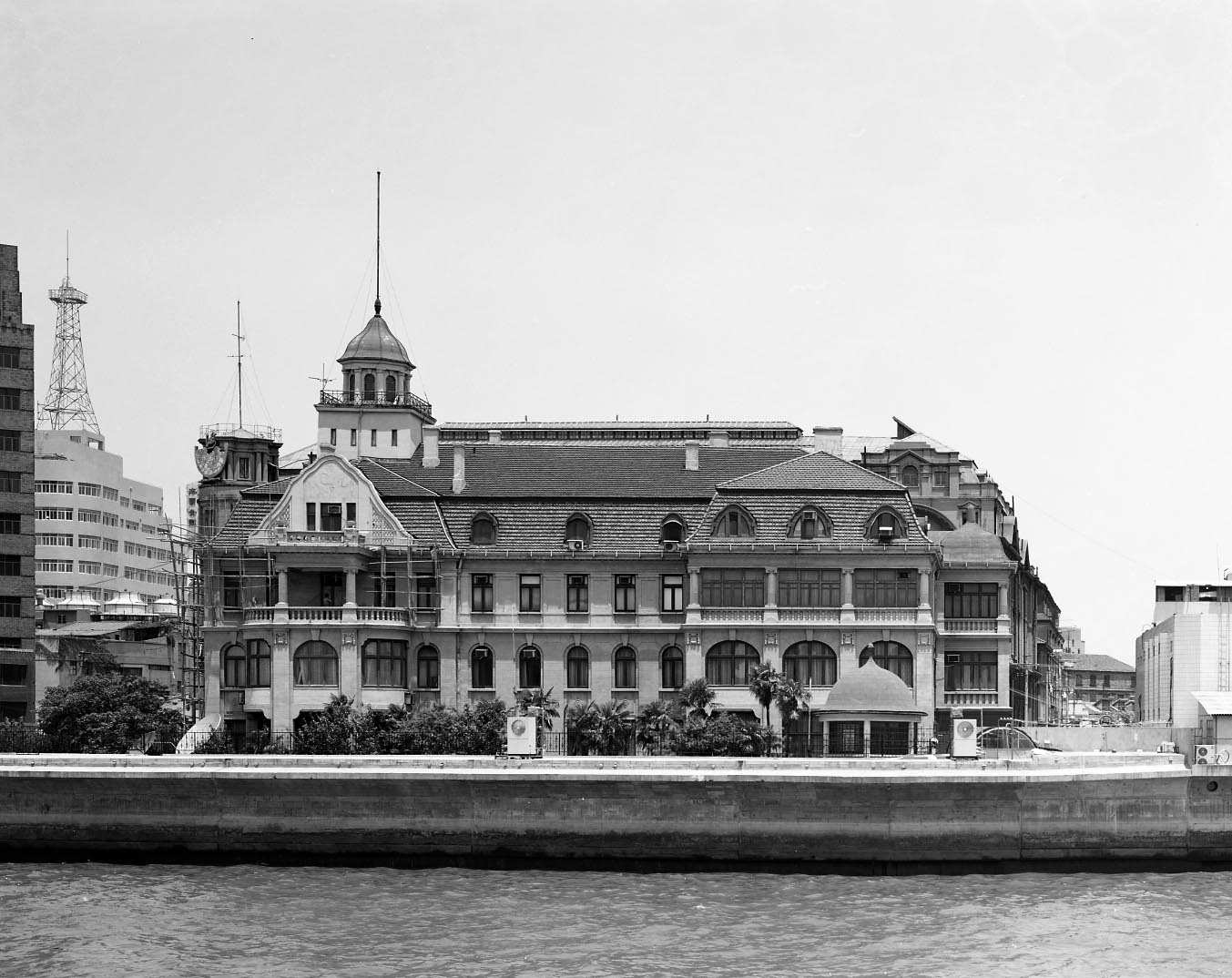
Lãnh sự quán năm 1994.

Tiền thân là Lãnh sự quán Đế quốc Nga tại Thượng Hải (1896–1917) và Lãnh sự quán Liên Xô tại Thượng Hải (1924–1991). Ngày 26 tháng 12 năm 1991, Liên Xô giải thể, Tổng Lãnh sự quán Liên Xô tại Thượng Hải được đổi tên thành Tổng Lãnh sự quán Liên bang Nga tại Thượng Hải vào ngày 28 tháng 12 năm 1991. Hiện nay, Tổng Lãnh sự quán này chủ yếu chịu trách nhiệm về cung cấp thị thực và liên lạc đối ngoại tại 3 tỉnh Giang Tô, Chiết Giang, An Huy và thành phố Thượng Hải.
Ngoài ra, Bộ Ngoại giao Nga còn nắm quyền điều hành một trường tiểu học dành cho học sinh Nga ở nước ngoài mang tên Trường Lãnh sự quán Nga tại Thượng Hải nằm trong khuôn viên lãnh sự quán này.